# Redzsep Redzsepovszki
Redzsep Redzsepovszki, cirill írással: Реџеп Реџеповски (Kumanovo, 1962. december 14. –) olimpiai ezüstérmes jugoszláv-macedón ökölvívó, edző.

## Pályafutása
Szülővárosában kezdte az ökölvívást. 1980-ban az izmiri ifjúsági Balkán-bajnokságon ezüstérmet szerzett. 1981-ben jugoszláv bajnok lett légsúlyban. 1983-ban az athéni Balkán-bajnokságon aranyérmes lett. Az 1984-es Los Angeles-i olimpián légsúlyban a döntőben kikapott az amerikai Steve McCrorytól és ezüstérmes lett. 1987-ben a Pristinában rendezett Balkán-bajnokságon ezüstérmet szerzett. 1987-ig volt tagja a jugoszláv válogatott keretnek. Ezt követően a nyugatnémet Gelsenkirchen-Erle csapatában játszott. Összesen 120 amatőr nemzetközi mérkőzésen szerepelt, ebből 110-et nyert, hat alkalommal veszített, négy esetben döntetlen lett az eredmény.
Az aktív sportpályafutása után ökölvívóedzőként dolgozik szülővárosában Kumanovóban.

## Sikerei, díjai
- Olimpiai játékok – légsúly
  - ezüstérmes: 1984, Los Angeles
- Balkán-bajnokság
  - aranyérmes: 1983
  - ezüstérmes: 1987
- Jugoszláv bajnokság – légsúly
  - bajnok: 1981, 1987